# Autobianchi Giardiniera
De Autobianchi Giardiniera is een kleine stationcar geproduceerd door de Italiaanse autofabrikant Autobianchi, gebaseerd op de Fiat 500 Giardiniera. Het model werd ook op de markt gebracht als de Autobianchi Bianchina Giardiniera.

## Geschiedenis
De Giardiniera was verkrijgbaar als stationcar en bestelwagen en werd van 1968 tot 1977 geproduceerd. De algehele lay-out leek erg op de eerdere Panoramica maar de Giardiniera was meer utilitair georiënteerd en bij uitstek geschikt voor licht bedrijfsmatig gebruik. Het was in feite een voortzetting van de Fiat-tegenhanger die sinds 1960 werd aangeboden en behield ook het exterieurontwerp van de Fiat 500. Het model had nog steeds de zogenaamde zelfmoorddeuren, alleen het embleem werd gewijzigd.

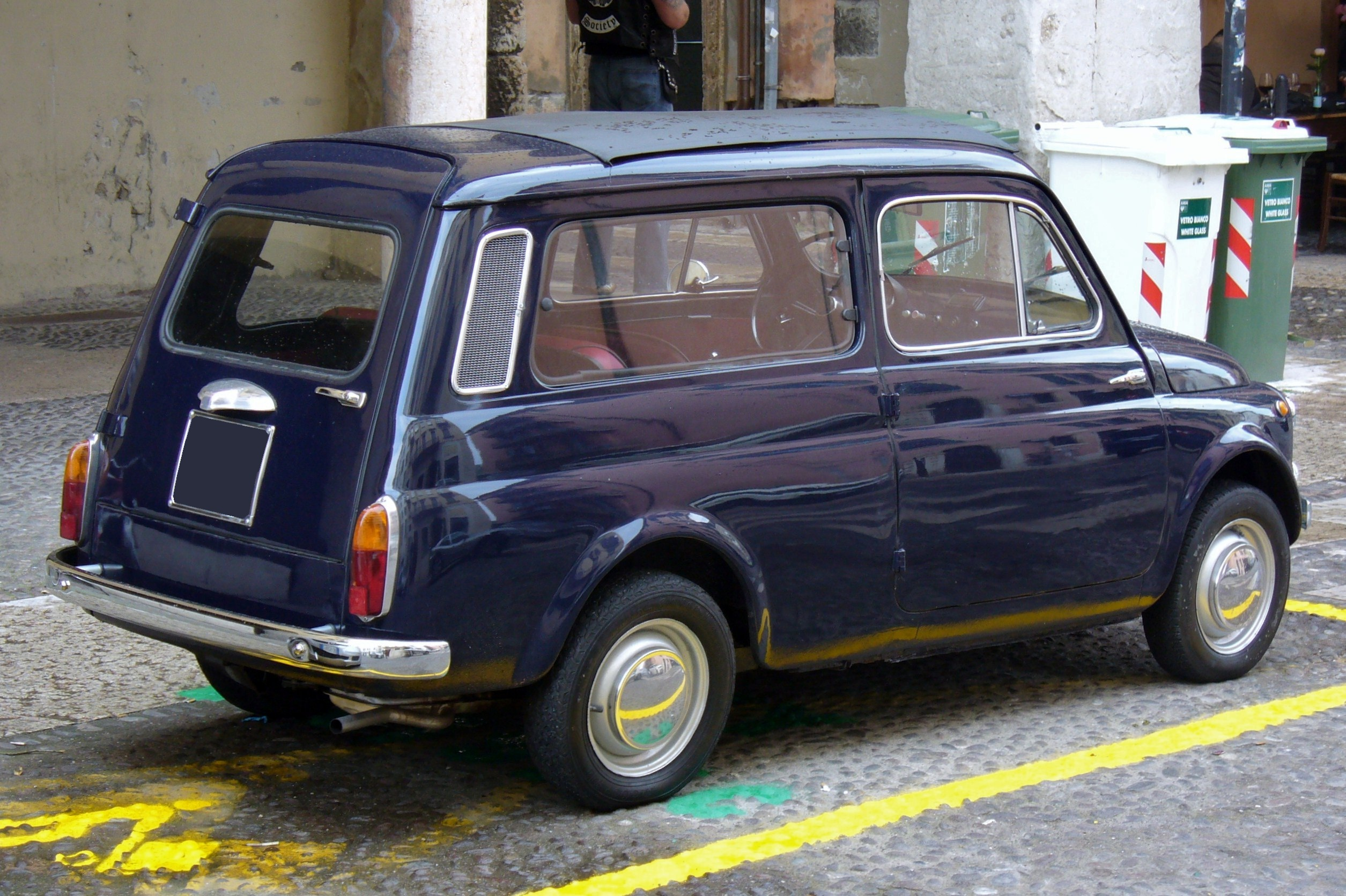
Autobianchi Giardiniera, achteraanzicht